# Михаил, Сокового зять
Михаил, Сокового зять (XVIII в. — 18 января 1770) — кобзарь, бандурист из с. Шаржиполь, Подолье. Сопровождал игрой и песнями гайдамаков во время восстания 1768 г. Казнен поляками в Кодне.
В Коденской книге, в которой зафиксированы многочисленные допросы участников Колиивского восстания, а также приговоры польско-шляхетского суда над ними, записано:
Михаил, Сокового зять из села Шаржиполь. Приговор: этот заслуживает смерти. 18 января 1770 года